# Organizzazioni di Shannara
Elenco delle organizzazioni di Shannara, ciclo di romanzi fantasy scritto da Terry Brooks.

## Cavalieri del Verbo
Un Cavaliere è un servitore del Verbo, che rappresenta il Bene. Il loro scopo è quello di uccidere i Demoni, servitori del Vuoto e del Male. Per compiere la loro missione sono dotati di un bastone nero ricoperto di rune tramite il quale possono scatenare la magia del Verbo contro i Demoni. Essi vengono nominati per la prima volta nella trilogia del Verbo e del Vuoto, in cui hanno il potere di sognare il futuro come sarà se loro fallissero le loro missioni, così potranno cambiarlo. Nella successiva saga, La genesi di Shannara, in cui l'Armageddon è ormai arrivato, non hanno più il loro potere perché ormai è già troppo tardi per cambiare ciò che è successo.

## Druidi
Sono un ordine di storici, filosofi e ricercatori che vogliono preservare la pace e l'armonia nelle Quattro Terre. Le Grandi Guerre segnarono la fine di un'era in cui l'Uomo era stato la razza dominante. La razza umana era sull'orlo dell'estinzione e persino la geografia a lui nota era totalmente sconvolta. Ci volle un millennio prima che l'umanità rigettasse le fondamenta della civiltà uscendo dallo stato di barbarie in cui era precipitato. Fu in questo periodo che le razze sopravvissute all'olocausto cominciarono a scoprirsi a vicenda e iniziarono a combattersi per il predominio. Era stato un elfo di nome Galaphile, a riunire il Primo Consiglio dei Druidi nella fortezza di Paranor dove vi erano convenuti i più saggi di tutte le Razze, uomini e donne. Erano coloro che ricordavano il mondo antico, che possedevano ancora qualche vecchio libro stracciato, i depositari delle antiche scienze che intendevano stabilire pace e ordine e avviare le Razze verso una nuova civiltà, superiore all'antica. Ma il compito era lungo e arduo e alcuni Druidi erano stati colti dall'impazienza. Uno di questi era Brona, che si era messo a sperimentare le arti magiche insieme ad un nutrito gruppo di Druidi. Erano convinti che la magia offrisse un nuovo modo per dominare le forze naturali e tra i volumi raccolti dai druidi ce n'erano alcuni che insegnavano queste perdute pratiche del mondo di Faerie. Il Consiglio provò più volte a dissuaderli, memori dell'insegnamento delle Grandi Guerre, ma Brona e i suoi più stretti collaboratori testardamente continuarono i loro studi finché la rottura non fu inevitabile. Scomparvero e furono dimenticati. Centocinquanta anni più tardi, si scatenò la Prima Guerra delle Razze. La Razza dell'Uomo era stata sottomessa alla volontà di Brona e dei suoi seguaci ed era stata trasformata in un'arma di offesa con cui dominare l'intero mondo. Gli aggressori furono sconfitti e i piani di conquista del Druido traditore erano falliti di fronte alla compattezza e alla forza del Consiglio dei Druidi e dei suoi alleati. A seguito di quel conflitto il mondo conosciuto fu diviso in quattro zone ciascuna governata da una delle Razze:
- Le Terre del Nord dominate dalle tribù dei Troll;
- Le Terre dell'Ovest assegnate al Regno degli Elfi;
- Le Terre dell'Est spartite fra il Regno dei Nani e le tribù degli Gnomi;
- Le Terre del Sud popolate dalle comunità e dalle città-stato degli Uomini;

A seguito della Prima Guerra delle Razze, i Druidi convocarono quello che sarebbe passato alla Storia come il Secondo Consiglio dei Druidi in cui essi si proponevano di riconsiderare le priorità dei loro interventi. La Guerra delle Razze aveva dimostrato come i loro sforzi di far collaborare i popoli fossero stati vani: Nani, Troll ed Elfi guardavano sospettosi gli Uomini che intanto sconfitti e amareggiati abbandonavano tutti i loro insediamenti a nord del Lago Arcobaleno. Così i Druidi decisero di assumere una politica di isolamento nei confronti del mondo esterno e in particolare degli affari interni delle varie Razze: da quel momento in poi si sarebbero concentrati sullo studio degli antichi testi ignorando anche le ricerche sulle pratiche magiche ritenute la madre di tutti i mali. Passarono trecentocinquanta anni e un druido emarginato di nome Bremen tornò dopo decenni di viaggi e studi annunciando la pericolosa minaccia rappresentata da Brona e dai suoi servi. Essi avevano abusato della magia ed erano stati trasformati in creature spaventose e potenti, schiave però delle parole dell'Ildatch: il libro maledetto che essi stessi avevano trafugato dalle biblioteche di Paranor. Ora, stavano radunando un grande esercito nel Nord e avrebbero colpito per prima Paranor e i druidi. Bremen fu deriso ed allontanato. Pochi giorni dopo la fortezza veniva conquistata dall'esercito del Signore degli Inganni mentre Bremen si adoperò per creare un'arma in grado di distruggere il druido traditore: fu così forgiata la Spada di Shannara, così chiamata perché fu data al re Elfo Jerle Shannara, che nella battaglia della Valle di Rhenn ricacciò il Signore degli Inganni nelle Terre del Nord.
Ci vollero cinquecento anni affinché il Signore degli Inganni e i suoi servitori recuperassero la loro potenza e immediatamente si erano rimessi in moto per soggiogare le Quattro Terre: avevano schiavizzato gli Gnomi dell'Anar Superiore e i Troll delle montagne. Allanon, l'ultimo Druido nonché figlio adottivo di Bremen, capì immediatamente la gravità della situazione e andò alla ricerca dell'ultimo discendente della dinastia degli Shannara, l'unico in grado di usare la Spada di Shannara. Dopo numerose battaglie, tra cui la lotta contro uno dei Messaggeri del Teschio a Paranor, Shea giunge nella Montagna del Teschio e affronta il Signore degli Inganni distruggendolo per sempre. Dopo un ultimo colloquio con Shea, Allanon sparisce per cinquant'anni rigenerandosi grazie al Sonno Magico.
Ad Arborlon, la capitale elfica, accadde un fatto straordinario: l'Eterea stava cominciando a morire. Gli elfi sapevano che questo sarebbe stato un disastro, in quanto i demoni dell'antico mondo di Faerie sarebbero tornati nelle Quattro Terre. Fu in quel momento che Allanon riapparve pronto a dar battaglia a quegli abomini; In primo luogo, contattò Wil Ohmsford nipote di Shea e Amberle Elessedil uno dei guardiani dell'Eterea, e li incaricò di cercare la mitica Fonte del Fuoco di Sangue, nascosta nell'infida Malaterra, con cui poter rigenerare l'antico albero. Poi, aiutò gli elfi nella loro lotta contro le forze demoniache: nonostante ciò l'esercito elfico dovette continuamente arretrare a causa della furia e del numero dei nemici. Durante l'assedio di Arborlon, il druido combatté il signore dei demoni Dagda Mor riuscendo ad eliminarlo. Grazie a Wil ed Amberle il Divieto risorse e i demoni vi vennero nuovamente imprigionati. La lotta fu molto dura e il druido combatté con la magia oltre i limiti che il suo corpo gli imponeva: per questo motivo cominciò ad invecchiare vistosamente. Dopo aver dato il suo addio a Wil Ohmsford e Ander Elessedil scomparve nuovamente, utilizzando il Sonno Magico per recuperare le forze.
Allanon tornò ancora una volta nelle Quattro Terre e parlò a Brin Ohmsford, figlia di Wil, della nuova minaccia: l'Ildatch, il libro di magia nera che aveva dato al Signore degli Inganni il suo potere, aveva scatenato una violenta offensiva ai danni dei nani utilizzando i suoi schiavi ovvero le Mortombre. Occorreva distruggere il libro prima che la situazione degenerasse. Il druido, Brin e Rone Leah raggiunsero il Perno dell'Ade dove lo spirito di Bremen comunicò con Allanon rivelandogli l'amara e triste verità che egli ovviamente tenne segreta ai suoi compagni. Per garantire a Brin la massima protezione, bagnò la spada del principe di Leah con le acque dell'oscuro pozzo conferendogli il potere di distorcere o tagliare una magia che potrebbe ferire la giovane. Immediatamente viene provato il potere della spada: una Mortombra infatti attacca il gruppo e per un soffio si evita il peggio. Il gruppo successivamente si recò a Paranor per impedire alle Mortombre di impadronirsi delle Storie dei Druidi dove erano contenute tutte le ricerche e le scoperte dell'ordine. Per fare ciò, Allanon fu costretto ad attivare un'antica magia che avrebbe traslato Paranor nel mondo spirituale dove sarebbe stata al sicuro. Raggiunto il Chard Rush, nelle Terre dell'Est, Allanon e i suoi compagni sono assaliti da una Jachyra, una terrificante creatura evocata dalle Mortombre dagli abissi infernali. Il druido affronta il mostro e riesce a distruggerla ma a scapito della sua vita: con il suo ultimo respiro marchiò Brin con il suo sangue, trasmettendo così alla sua futura stirpe la carica che egli aveva rivestito. Condotto da Brin sulle sponde del Chard Rush, viene accolto nel regno dei morti dall'ombra di Bremen, finalmente libera dall'onere di proteggere le Quattro Terre.

## Messaggeri del Teschio
Sono i più fedeli servitori del Signore degli Inganni. Dapprima erano semplici Druidi che però, stringendo amicizia con Brona, vennero influenzati dalla sua voglia di conoscere; ciò portò tutti loro allo studio della magia oscura appresa dal libro nero Ildatch. Il Grande Druido li avrebbe cacciati poi via da Paranor, generando irrimediabilmente la Prima Guerra delle Razze. I Messaggeri del Teschio presero forma ultraterrena dopo aver tentato di perpetuare la loro anima oltre la morte, diventando i mostri descritti nel libro di cui non si conosce il numero esatto. Possiedono, in base alle descrizioni di Brooks, una vaga forma umana resa lugubre dal loro legame con la magia oscura, un paio di ali da pipistrello e mani artigliate. I loro occhi rossi come braci sono capaci di scagliare dardi infuocati. Il Signore degli Inganni affida loro degli incarichi speciali che le sue truppe non sarebbero in grado di svolgere. 

## Stirpe dei Leah
La famiglia reale dei Leah è la più stretta alleata degli Ohmsford e molte volte, i loro principi aiutano i protagonisti nel corso delle loro avventure. La casata governa la città montana di Leah e l'altopiano che la circonda ed è una delle monarchie più antiche delle Terre del Sud. Nel ciclo de: "Gli Eredi di Shannara", la città cade sotto il controllo della Federazione e la famiglia perde tutti i poteri. Sarà restaurata anni dopo dai Liberi che spingeranno i confini della Federazione sulla catena del Prekkendor. I principali membri sono Menion Leah, Rone Leah, Morgan Leah e Quentin Leah.

## Ohmsford
Poiché ogni capitolo della saga è ambientato a diversi anni dal precedente, nel corso della storia appaiono numerosi personaggi appartenenti a diverse generazioni di Ohmsford. Nella trama dell'opera, tutti gli Ohmsford possiedono, in diversi modi, tracce di magia elfica in quanto il loro capostipite, Shea, era lontano erede del leggendario re elfo Jerle Shannara. Per questo loro retaggio, i membri della famiglia sono spesso chiamati dal misterioso Druido Allanon ad essere i difensori delle Quattro Terre ogni qual volta si presenti una minaccia. Alcuni membri della famiglia sono Shea Ohmsford, Flick Ohmsford, Curzad Ohmsford, Wil Ohmsford, Brin Ohmsford, Jair Ohmsford, Par Ohmsford, Coll Ohmsford, Walker Boh, Wren Ohmsford, Jaralan e Mirianne Ohmsford, Kenner Ohmsford.

### Albero genealogico della famiglia Ohmsford
| Jerle             |           |           |           |           |           |                 |                 |                 |                 |                 |                 |        |        |        |        |        |        |        |        |             |             |             |             |             |             |                   |         |         |         |                 |                 |                 |                 |                 |                 |     |     |           |           |           |           |           |           |          |          |          |          |     |     |              |              |              |              |              |              |             |             |             |             |             |             |         |         |         |         |       |       |  |  |
|                   |           |           |           |           |           |                 |                 |                 |                 |                 |                 |        |        |        |        |        |        |        |        |             |             |             |             |             |             |                   |         |         |         |                 |                 |                 |                 |                 |                 |     |     |           |           |           |           |           |           |          |          |          |          |     |     |              |              |              |              |              |              |             |             |             |             |             |             |         |         |         |         |       |       |  |  |
| (??? generazioni) |           |           |           |           |           |                 |                 |                 |                 |                 |                 |        |        |        |        |        |        |        |        |             |             |             |             |             |             |                   |         |         |         |                 |                 |                 |                 |                 |                 |     |     |           |           |           |           |           |           |          |          |          |          |     |     |              |              |              |              |              |              |             |             |             |             |             |             |         |         |         |         |       |       |  |  |
|                   |           |           |           |           |           |                 |                 |                 |                 |                 |                 |        |        |        |        |        |        |        |        |             |             |             |             |             |             |                   |         |         |         |                 |                 |                 |                 |                 |                 |     |     |           |           |           |           |           |           |          |          |          |          |     |     |              |              |              |              |              |              |             |             |             |             |             |             |         |         |         |         |       |       |  |  |
|                   |           |           |           |           |           |                 |                 |                 |                 |                 |                 |        |        | Curzad | Curzad | Curzad | Curzad | Curzad | Curzad |             |             |             |             |             |             | ???               | ???     | ???     | ???     | ???             | ???             |                 |                 |                 |                 |     |     |           |           |           |           |           |           |          |          |          |          |     |     |              |              |              |              |              |              |             |             |             |             |             |             |         |         |         |         |       |       |  |  |
|                   |           |           |           |           |           |                 |                 |                 |                 |                 |                 |        |        | Curzad | Curzad | Curzad | Curzad | Curzad | Curzad |             |             |             |             |             |             | ???               | ???     | ???     | ???     | ???             | ???             |                 |                 |                 |                 |     |     |           |           |           |           |           |           |          |          |          |          |     |     |              |              |              |              |              |              |             |             |             |             |             |             |         |         |         |         |       |       |  |  |
|                   |           |           |           |           |           |                 |                 |                 |                 |                 |                 |        |        |        |        |        |        |        |        |             |             |             |             |             |             |                   |         |         |         |                 |                 |                 |                 |                 |                 |     |     |           |           |           |           |           |           |          |          |          |          |     |     |              |              |              |              |              |              |             |             |             |             |             |             |         |         |         |         |       |       |  |  |
| Shea              | Shea      | Shea      | Shea      | Shea      | Shea      |                 |                 |                 |                 |                 |                 | ???    | ???    | ???    | ???    | ???    | ???    |        |        | Flick       | Flick       | Flick       | Flick       | Flick       | Flick       |                   |         |         |         | ???             | ???             | ???             | ???             | ???             | ???             |     |     |           |           |           |           |           |           |          |          |          |          |     |     |              |              |              |              |              |              |             |             |             |             |             |             |         |         |         |         |       |       |  |  |
| Shea              | Shea      | Shea      | Shea      | Shea      | Shea      |                 |                 |                 |                 |                 |                 | ???    | ???    | ???    | ???    | ???    | ???    |        |        | Flick       | Flick       | Flick       | Flick       | Flick       | Flick       |                   |         |         |         | ???             | ???             | ???             | ???             | ???             | ???             |     |     |           |           |           |           |           |           |          |          |          |          |     |     |              |              |              |              |              |              |             |             |             |             |             |             |         |         |         |         |       |       |  |  |
|                   |           |           |           |           |           |                 |                 |                 |                 |                 |                 |        |        |        |        |        |        |        |        |             |             |             |             |             |             |                   |         |         |         |                 |                 |                 |                 |                 |                 |     |     |           |           |           |           |           |           |          |          |          |          |     |     |              |              |              |              |              |              |             |             |             |             |             |             |         |         |         |         |       |       |  |  |
|                   |           |           |           |           |           | Jack Ohmsford   | Jack Ohmsford   | Jack Ohmsford   | Jack Ohmsford   | Jack Ohmsford   | Jack Ohmsford   |        |        |        |        |        |        | ???    | ???    | ???         | ???         | ???         | ???         |             |             |                   |         |         |         |                 |                 |                 |                 |                 |                 |     |     |           |           |           |           |           |           |          |          |          |          |     |     |              |              |              |              |              |              |             |             |             |             |             |             |         |         |         |         |       |       |  |  |
|                   |           |           |           |           |           | Jack Ohmsford   | Jack Ohmsford   | Jack Ohmsford   | Jack Ohmsford   | Jack Ohmsford   | Jack Ohmsford   |        |        |        |        |        |        | ???    | ???    | ???         | ???         | ???         | ???         |             |             |                   |         |         |         |                 |                 |                 |                 |                 |                 |     |     |           |           |           |           |           |           |          |          |          |          |     |     |              |              |              |              |              |              |             |             |             |             |             |             |         |         |         |         |       |       |  |  |
|                   |           |           |           |           |           |                 |                 |                 |                 |                 |                 |        |        |        |        |        |        |        |        |             |             |             |             |             |             |                   |         |         |         |                 |                 |                 |                 |                 |                 |     |     |           |           |           |           |           |           |          |          |          |          |     |     |              |              |              |              |              |              |             |             |             |             |             |             |         |         |         |         |       |       |  |  |
|                   |           |           |           |           |           |                 |                 |                 |                 |                 |                 | Wil    | Wil    | Wil    | Wil    | Wil    | Wil    |        |        |             |             |             |             | Eretria     | Eretria     | Eretria           | Eretria | Eretria | Eretria |                 |                 |                 |                 |                 |                 |     |     |           |           |           |           |           |           |          |          |          |          |     |     |              |              |              |              |              |              |             |             |             |             |             |             |         |         |         |         |       |       |  |  |
|                   |           |           |           |           |           |                 |                 |                 |                 |                 |                 | Wil    | Wil    | Wil    | Wil    | Wil    | Wil    |        |        |             |             |             |             | Eretria     | Eretria     | Eretria           | Eretria | Eretria | Eretria |                 |                 |                 |                 |                 |                 |     |     |           |           |           |           |           |           |          |          |          |          |     |     |              |              |              |              |              |              |             |             |             |             |             |             |         |         |         |         |       |       |  |  |
|                   |           |           |           |           |           |                 |                 |                 |                 |                 |                 |        |        |        |        |        |        |        |        |             |             |             |             |             |             |                   |         |         |         |                 |                 |                 |                 |                 |                 |     |     |           |           |           |           |           |           |          |          |          |          |     |     |              |              |              |              |              |              |             |             |             |             |             |             |         |         |         |         |       |       |  |  |
|                   |           |           |           |           |           |                 |                 |                 |                 |                 |                 |        |        |        |        |        |        |        |        |             |             |             |             |             |             |                   |         |         |         |                 |                 |                 |                 |                 |                 |     |     |           |           |           |           |           |           |          |          |          |          |     |     |              |              |              |              |              |              |             |             |             |             |             |             |         |         |         |         |       |       |  |  |
| Rone Leah         | Rone Leah | Rone Leah | Rone Leah | Rone Leah | Rone Leah |                 |                 |                 |                 |                 |                 | Brin   | Brin   | Brin   | Brin   | Brin   | Brin   |        |        |             |             |             |             | Jair        | Jair        | Jair              | Jair    | Jair    | Jair    |                 |                 |                 |                 |                 |                 | ??? | ??? | ???       | ???       | ???       | ???       |           |           |          |          |          |          |     |     |              |              |              |              |              |              |             |             |             |             |             |             |         |         |         |         |       |       |  |  |
| Rone Leah         | Rone Leah | Rone Leah | Rone Leah | Rone Leah | Rone Leah |                 |                 |                 |                 |                 |                 | Brin   | Brin   | Brin   | Brin   | Brin   | Brin   |        |        |             |             |             |             | Jair        | Jair        | Jair              | Jair    | Jair    | Jair    |                 |                 |                 |                 |                 |                 | ??? | ??? | ???       | ???       | ???       | ???       |           |           |          |          |          |          |     |     |              |              |              |              |              |              |             |             |             |             |             |             |         |         |         |         |       |       |  |  |
|                   |           |           |           |           |           |                 |                 |                 |                 |                 |                 |        |        |        |        |        |        |        |        |             |             |             |             |             |             |                   |         |         |         |                 |                 |                 |                 |                 |                 |     |     |           |           |           |           |           |           |          |          |          |          |     |     |              |              |              |              |              |              |             |             |             |             |             |             |         |         |         |         |       |       |  |  |
|                   |           |           |           |           |           | (6 generazioni) | (6 generazioni) | (6 generazioni) | (6 generazioni) | (6 generazioni) | (6 generazioni) |        |        |        |        |        |        |        |        |             |             |             |             |             |             |                   |         |         |         | (6 generazioni) | (6 generazioni) | (6 generazioni) | (6 generazioni) | (6 generazioni) | (6 generazioni) |     |     |           |           |           |           |           |           |          |          |          |          |     |     |              |              |              |              |              |              |             |             |             |             |             |             |         |         |         |         |       |       |  |  |
|                   |           |           |           |           |           | (6 generazioni) | (6 generazioni) | (6 generazioni) | (6 generazioni) | (6 generazioni) | (6 generazioni) |        |        |        |        |        |        |        |        |             |             |             |             |             |             |                   |         |         |         | (6 generazioni) | (6 generazioni) | (6 generazioni) | (6 generazioni) | (6 generazioni) | (6 generazioni) |     |     |           |           |           |           |           |           |          |          |          |          |     |     |              |              |              |              |              |              |             |             |             |             |             |             |         |         |         |         |       |       |  |  |
|                   |           |           |           |           |           |                 |                 |                 |                 |                 |                 |        |        |        |        |        |        |        |        |             |             |             |             |             |             |                   |         |         |         |                 |                 |                 |                 |                 |                 |     |     |           |           |           |           |           |           |          |          |          |          |     |     |              |              |              |              |              |              |             |             |             |             |             |             |         |         |         |         |       |       |  |  |
|                   |           |           |           |           |           |                 |                 |                 |                 |                 |                 |        |        |        |        |        |        |        |        |             |             |             |             |             |             |                   |         |         |         |                 |                 |                 |                 |                 |                 |     |     |           |           |           |           |           |           |          |          |          |          |     |     |              |              |              |              |              |              |             |             |             |             |             |             |         |         |         |         |       |       |  |  |
|                   |           |           |           |           |           | Kenner          | Kenner          | Kenner          | Kenner          | Kenner          | Kenner          |        |        |        |        |        |        | Risse  | Risse  | Risse       | Risse       | Risse       | Risse       |             |             |                   |         |         |         | Jaralan         | Jaralan         | Jaralan         | Jaralan         | Jaralan         | Jaralan         |     |     |           |           |           |           | Mirianne  | Mirianne  | Mirianne | Mirianne | Mirianne | Mirianne |     |     |              |              |              |              |              |              |             |             |             |             |             |             |         |         |         |         |       |       |  |  |
|                   |           |           |           |           |           | Kenner          | Kenner          | Kenner          | Kenner          | Kenner          | Kenner          |        |        |        |        |        |        | Risse  | Risse  | Risse       | Risse       | Risse       | Risse       |             |             |                   |         |         |         | Jaralan         | Jaralan         | Jaralan         | Jaralan         | Jaralan         | Jaralan         |     |     |           |           |           |           | Mirianne  | Mirianne  | Mirianne | Mirianne | Mirianne | Mirianne |     |     |              |              |              |              |              |              |             |             |             |             |             |             |         |         |         |         |       |       |  |  |
|                   |           |           |           |           |           |                 |                 |                 |                 |                 |                 |        |        |        |        |        |        |        |        |             |             |             |             |             |             |                   |         |         |         |                 |                 |                 |                 |                 |                 |     |     |           |           |           |           |           |           |          |          |          |          |     |     |              |              |              |              |              |              |             |             |             |             |             |             |         |         |         |         |       |       |  |  |
|                   |           |           |           |           |           |                 |                 |                 |                 |                 |                 |        |        |        |        |        |        |        |        |             |             |             |             |             |             |                   |         |         |         |                 |                 |                 |                 |                 |                 |     |     |           |           |           |           |           |           |          |          |          |          |     |     |              |              |              |              |              |              |             |             |             |             |             |             |         |         |         |         |       |       |  |  |
|                   |           |           |           |           |           |                 |                 |                 |                 |                 |                 | Walker | Walker | Walker | Walker | Walker | Walker |        |        | Damson Rhee | Damson Rhee | Damson Rhee | Damson Rhee | Damson Rhee | Damson Rhee |                   |         |         |         |                 |                 | Par             | Par             | Par             | Par             | Par | Par |           |           |           |           | Coll      | Coll      | Coll     | Coll     | Coll     | Coll     |     |     |              |              | Wren         | Wren         | Wren         | Wren         | Wren        | Wren        |             |             |             |             |         |         |         |         |       |       |  |  |
|                   |           |           |           |           |           |                 |                 |                 |                 |                 |                 | Walker | Walker | Walker | Walker | Walker | Walker |        |        | Damson Rhee | Damson Rhee | Damson Rhee | Damson Rhee | Damson Rhee | Damson Rhee |                   |         |         |         |                 |                 | Par             | Par             | Par             | Par             | Par | Par |           |           |           |           | Coll      | Coll      | Coll     | Coll     | Coll     | Coll     |     |     |              |              | Wren         | Wren         | Wren         | Wren         | Wren        | Wren        |             |             |             |             |         |         |         |         |       |       |  |  |
|                   |           |           |           |           |           |                 |                 |                 |                 |                 |                 |        |        |        |        |        |        |        |        |             |             |             |             |             |             |                   |         |         |         |                 |                 |                 |                 |                 |                 |     |     |           |           |           |           |           |           |          |          |          |          |     |     |              |              |              |              |              |              |             |             |             |             |             |             |         |         |         |         |       |       |  |  |
|                   |           |           |           |           |           |                 |                 |                 |                 |                 |                 |        |        |        |        |        |        |        |        |             |             |             |             |             |             | (??? generazioni) |         |         |         |                 |                 |                 |                 |                 |                 |     |     |           |           |           |           |           |           |          |          |          |          |     |     |              |              |              |              |              |              |             |             |             |             |             |             |         |         |         |         |       |       |  |  |
|                   |           |           |           |           |           |                 |                 |                 |                 |                 |                 |        |        |        |        |        |        |        |        |             |             |             |             |             |             |                   |         |         |         |                 |                 |                 |                 |                 |                 |     |     |           |           |           |           |           |           |          |          |          |          |     |     |              |              |              |              |              |              |             |             |             |             |             |             |         |         |         |         |       |       |  |  |
|                   |           |           |           |           |           |                 |                 |                 |                 |                 |                 |        |        |        |        |        |        |        |        |             |             |             |             |             |             |                   |         |         |         |                 |                 |                 |                 |                 |                 |     |     |           |           |           |           |           |           |          |          |          |          |     |     |              |              |              |              |              |              |             |             |             |             |             |             |         |         |         |         |       |       |  |  |
|                   |           |           |           |           |           |                 |                 |                 |                 |                 |                 |        |        |        |        |        |        |        |        |             |             |             |             |             |             | Araden            | Araden  | Araden  | Araden  | Araden          | Araden          |                 |                 |                 |                 |     |     | Biornlief | Biornlief | Biornlief | Biornlief | Biornlief | Biornlief |          |          |          |          |     |     |              |              |              |              |              |              |             |             |             |             |             |             |         |         |         |         |       |       |  |  |
|                   |           |           |           |           |           |                 |                 |                 |                 |                 |                 |        |        |        |        |        |        |        |        |             |             |             |             |             |             | Araden            | Araden  | Araden  | Araden  | Araden          | Araden          |                 |                 |                 |                 |     |     | Biornlief | Biornlief | Biornlief | Biornlief | Biornlief | Biornlief |          |          |          |          |     |     |              |              |              |              |              |              |             |             |             |             |             |             |         |         |         |         |       |       |  |  |
|                   |           |           |           |           |           |                 |                 |                 |                 |                 |                 |        |        |        |        |        |        |        |        |             |             |             |             |             |             |                   |         |         |         |                 |                 |                 |                 |                 |                 |     |     |           |           |           |           |           |           |          |          |          |          |     |     |              |              |              |              |              |              |             |             |             |             |             |             |         |         |         |         |       |       |  |  |
|                   |           |           |           |           |           |                 |                 |                 |                 |                 |                 |        |        |        |        |        |        |        |        |             |             |             |             |             |             |                   |         |         |         |                 |                 |                 |                 |                 |                 |     |     |           |           |           |           |           |           |          |          |          |          |     |     |              |              |              |              |              |              |             |             |             |             |             |             |         |         |         |         |       |       |  |  |
|                   |           |           |           |           |           |                 |                 |                 |                 |                 |                 |        |        |        |        |        |        |        |        |             |             |             |             |             |             |                   |         | Grianne | Grianne | Grianne         | Grianne         | Grianne         | Grianne         |                 |                 |     |     | Bek       | Bek       | Bek       | Bek       | Bek       | Bek       |          |          |          |          |     |     | Rue Meridian | Rue Meridian | Rue Meridian | Rue Meridian | Rue Meridian | Rue Meridian |             |             |             |             |             |             |         |         |         |         |       |       |  |  |
|                   |           |           |           |           |           |                 |                 |                 |                 |                 |                 |        |        |        |        |        |        |        |        |             |             |             |             |             |             |                   |         | Grianne | Grianne | Grianne         | Grianne         | Grianne         | Grianne         |                 |                 |     |     | Bek       | Bek       | Bek       | Bek       | Bek       | Bek       |          |          |          |          |     |     | Rue Meridian | Rue Meridian | Rue Meridian | Rue Meridian | Rue Meridian | Rue Meridian |             |             |             |             |             |             |         |         |         |         |       |       |  |  |
|                   |           |           |           |           |           |                 |                 |                 |                 |                 |                 |        |        |        |        |        |        |        |        |             |             |             |             |             |             |                   |         |         |         |                 |                 |                 |                 |                 |                 |     |     |           |           |           |           |           |           |          |          |          |          |     |     |              |              |              |              |              |              |             |             |             |             |             |             |         |         |         |         |       |       |  |  |
|                   |           |           |           |           |           |                 |                 |                 |                 |                 |                 |        |        |        |        |        |        |        |        |             |             |             |             |             |             |                   |         |         |         |                 |                 |                 |                 |                 |                 |     |     |           |           |           |           |           |           | Pen      | Pen      | Pen      | Pen      | Pen | Pen |              |              |              |              |              |              | Cinnaminson | Cinnaminson | Cinnaminson | Cinnaminson | Cinnaminson | Cinnaminson |         |         |         |         |       |       |  |  |
|                   |           |           |           |           |           |                 |                 |                 |                 |                 |                 |        |        |        |        |        |        |        |        |             |             |             |             |             |             |                   |         |         |         |                 |                 |                 |                 |                 |                 |     |     |           |           |           |           |           |           | Pen      | Pen      | Pen      | Pen      | Pen | Pen |              |              |              |              |              |              | Cinnaminson | Cinnaminson | Cinnaminson | Cinnaminson | Cinnaminson | Cinnaminson |         |         |         |         |       |       |  |  |
|                   |           |           |           |           |           |                 |                 |                 |                 |                 |                 |        |        |        |        |        |        |        |        |             |             |             |             |             |             |                   |         |         |         |                 |                 |                 |                 |                 |                 |     |     |           |           |           |           |           |           |          |          |          |          |     |     |              |              |              |              |              |              |             |             |             |             |             |             |         |         |         |         |       |       |  |  |
|                   |           |           |           |           |           |                 |                 |                 |                 |                 |                 |        |        |        |        |        |        |        |        |             |             |             |             |             |             |                   |         |         |         |                 |                 |                 |                 |                 |                 |     |     |           |           |           |           |           |           |          |          |          |          |     |     | Kierst       | Kierst       | Kierst       | Kierst       | Kierst       | Kierst       |             |             |             |             |             |             | Sarys   | Sarys   | Sarys   | Sarys   | Sarys | Sarys |  |  |
|                   |           |           |           |           |           |                 |                 |                 |                 |                 |                 |        |        |        |        |        |        |        |        |             |             |             |             |             |             |                   |         |         |         |                 |                 |                 |                 |                 |                 |     |     |           |           |           |           |           |           |          |          |          |          |     |     | Kierst       | Kierst       | Kierst       | Kierst       | Kierst       | Kierst       |             |             |             |             |             |             | Sarys   | Sarys   | Sarys   | Sarys   | Sarys | Sarys |  |  |
|                   |           |           |           |           |           |                 |                 |                 |                 |                 |                 |        |        |        |        |        |        |        |        |             |             |             |             |             |             |                   |         |         |         |                 |                 |                 |                 |                 |                 |     |     |           |           |           |           |           |           |          |          |          |          |     |     |              |              |              |              |              |              |             |             |             |             |             |             |         |         |         |         |       |       |  |  |
|                   |           |           |           |           |           |                 |                 |                 |                 |                 |                 |        |        |        |        |        |        |        |        |             |             |             |             |             |             |                   |         |         |         |                 |                 |                 |                 |                 |                 |     |     |           |           |           |           |           |           |          |          |          |          |     |     |              |              |              |              |              |              |             |             |             |             |             |             |         |         |         |         |       |       |  |  |
|                   |           |           |           |           |           |                 |                 |                 |                 |                 |                 |        |        |        |        |        |        |        |        |             |             |             |             |             |             |                   |         |         |         |                 |                 |                 |                 |                 |                 |     |     |           |           |           |           |           |           |          |          |          |          |     |     | Redden       | Redden       | Redden       | Redden       | Redden       | Redden       |             |             |             |             | Railing     | Railing     | Railing | Railing | Railing | Railing |       |       |  |  |